# FC Leningradets Leningrad Oblast
El FC Leningradets Leningrad Oblast (en ruso: Футбольный клуб «Ленинградец») es un equipo de fútbol de Rusia que juega en la Segunda División de Rusia, la tercera categoría nacional.

## Historia
Fue fundado en el año 2018 en San Petersburgo por idea del gobernador del Óblast de Leningrado luego de que el FC Tosno se declarara en bancarrota y desapareciera. Su primera temporada fue la de 2018/19 en la Segunda División de Rusia.
El 28 de mayo de 2023 el club aseguró el ascenso a la Russian First League por primera vez.